# Тупорылые рыбы-лопаты
Тупорылые рыбы-лопаты (лат. Halicmetus) — род лучепёрых рыб из семейства нетопырёвых. Длина тела от 8,7 (Halicmetus niger) до 9 см (Halicmetus reticulatus, Halicmetus ruber). Живут в субтропических и тропических водах Тихого и Индийского океанов. Донные рыбы. Безвредны для человека. Не являются объектами промысла.

## Виды
В состав рода включают три вида:
- Halicmetus niger Ho, Endo & Sakamaki 2008
- Японская тупорылая рыба-лопата (Halicmetus reticulatus) (Smith & Radcliffe, 1912)
- Индийская тупорылая рыба-лопата (Halicmetus ruber) (Alcock, 1891)